# Балабанов Володимир Іванович
Володимир Іванович Балабанов (нар. 29 квітня 1944, м. Керч, нині АР Крим — 23 лютого 2003, м. Тернопіль) — український спортсмен (греко-римська боротьба). Майстер спорту СРСР.

## Життєпис
Закінчив Кременецький педагогічний інститут (1969, нині Тернопільський національний педагогічний університет). Бронзовий призер чемпіонату СРСР (1972). Багаторазовий чемпіон Всесоюзної Центральної ради ДСТ «Спартак», триразовий чемпіон України (1968, 1972, 1974). Тренер — В. Пласконіс.
Працював інструктором зі спорту в Тернопільській обласній раді (ДСТ «Спартак»), старший викладач у Тернопільському медичному інституті (нині державний медичний університет), директор СП «Новосел» м. Тернопіль.